# Lac des Estaris
Le lac des Estaris est un lac naturel situé au fond de la vallée du Champsaur dans la commune d'Orcières, dans le département des Hautes-Alpes en région Provence-Alpes-Côte d'Azur.
Il est une des principales réserves d'eau de la commune d'Orcières.
Le cirque entourant le lac forme la réserve naturelle nationale du cirque du grand lac des Estaris, une réserve naturelle nationale de 145 ha créée en 1974. Elle est gérée par le Parc national des Écrins.

## Faune
Le lac des Estaris est un des plus hauts lacs d'altitude du Champsaur, sa faune est donc particulière et adaptée au climat rude hivernal. Les poissons qui y vivent sont les ombles chevaliers, des truites fario et des vairons. Ces ombles chevaliers vivent très bien dans le torrent vertigineux du Torrent du col du lac, qui passe derrière le lac des jumeaux et qui descend jusqu'au hameau de Prapic.

## Flore
La flore du lac peut être classée en deux catégories :

### Flore aquatique
La flore aquatique du lac se résume à quelques algues d'eau douce, principalement de couleur vert foncé et marron. Dans les zones les plus profondes du lac, elle est quasi inexistante et très petite.

### Flore terrestre

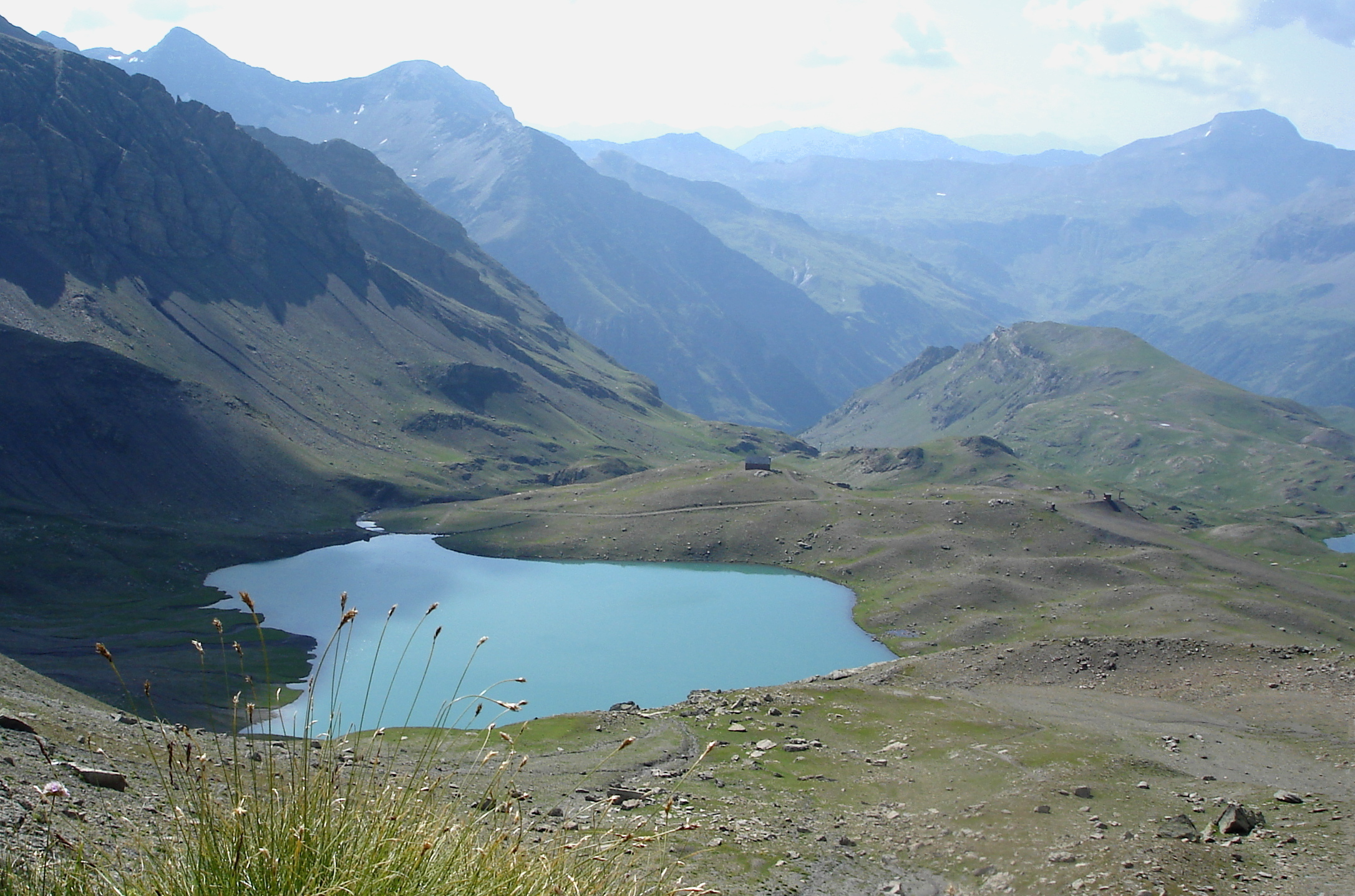
Les lacs des Estaris dans leur cirque montagneux

La flore des rives du lac est de l'herbe rase et vert clair (foin d'alpage) et du Génépi (en petite quantité car, malgré la réglementation qui interdit d'en ramasser dans la zone protégée des Estaris, les touristes le ramassent tout de même[réf. nécessaire]).